# Hyderabad (Indien)
Hyderabad (Telugu: హైదరాబాద్ Haidarābād [ˈhai̯d̪əraːbaːd̪], Urdu: حیدر آباد Haidarābād [hɛːd̪(ə)raːˈbaːd̪], deutsch auch Haiderabad) ist die Hauptstadt des im Jahr 2014 neu geschaffenen indischen Bundesstaates Telangana. Mit 6,8 Millionen Einwohnern in der eigentlichen Stadt und 7,7 Millionen in der Agglomeration ist sie die viertgrößte Stadt Indiens und Zentrum des sechstgrößten Ballungsraums des Landes. Hyderabad liegt im Zentrum der Dekkan-Hochebene am Fluss Musi.
Am 2. Juni 2014 kam Hyderabad zum neugegründeten Bundesstaat Telangana, der aus dem Bundesstaat Andhra Pradesh herausgelöst worden war. Für eine Übergangsphase von zehn Jahren fungiert Hyderabad als gemeinsame Hauptstadt Telanganas und Andhra Pradeshs.

## Lage
Die ca. 540 m hoch gelegene Stadt Hyderabad liegt ca. 1600 km (Fahrtstrecke) südlich der indischen Hauptstadt Delhi am Fluss Musi, einem der meistbelasteten Flüsse Indiens; die Küstenmetropole Mumbai ist ca. 700 km in nordwestlicher Richtung entfernt.

## Geschichte und heutige politische Situation
Hyderabad wurde 1590 von Muhammad Quli Qutb Shah (reg. 1565–1611), dem damaligen Herrscher des Qutb-Schāhī-Sultanats, gegründet, der die Hauptstadt von Golkonda hierhin verlegte. Von 1724 bis 1948 war diese Hauptstadt des Fürstenstaates Hyderabad unter der Asaf-Jahi-Dynastie. Als solche war sie ein bedeutendes Zentrum der indisch-muslimischen Kultur, in dem traditionell gebildete Muslime, die auf direkt britisch regiertem Gebiet kaum noch Karriereaussichten hatten, hoch angesehen waren. Die Bevölkerung der Stadt war mehrheitlich muslimisch, während 88 Prozent der Staatsbevölkerung hinduistisch waren.
Eigentlich ist Hyderabad eine Zwillingsstadt – mit dem nördlich gelegenen Secunderabad als Schwesterstadt. Die beiden Städte werden von einem im Jahre 1562 in der Regierungszeit von Ibrahim Quli Qutb Shah (1550–1580) angelegten See namens Hussain Sagar getrennt. Sikandarabad wurde von der britischen Armee gegründet, die dort ebenso wie das Hyderabad Contingent während der Kolonialzeit stationiert war.
Am Ende der britischen Herrschaft 1947 wollte der letzte Herrscher (Nizam) von Hyderabad, Mir Osman Ali (1886–1967), seine Unabhängigkeit bewahren oder sein Land an Pakistan anschließen. Seine Armee und die Razakars, eine schlechtbewaffnete Truppe, der „militärische Flügel“ der muslimischen Itihad-Partei, die auch die Landbevölkerung terrorisierten, wurden mühelos von den modern ausgerüsteten indischen Streitkräften entwaffnet. Bei den kurzen Kämpfen und Auseinandersetzungen 1947/1948 starben zahlreiche Zivilisten.
Nach dem Anschluss des Staates Hyderabad 1948 an Indien wanderte ein großer Teil der muslimischen Oberschicht ins pakistanische Karatschi aus. Dennoch ist der muslimische Bevölkerungsanteil der höchste in einer indischen Metropole. Die Muslime sprechen in der Regel Urdu – nicht Telugu, die Landessprache von Telangana. Auseinandersetzungen zwischen Muslimen und Hindus sind häufig. Im Jahr 2007 kam es im Mai zu einem terroristischen Attentat auf die Mekka-Moschee, wodurch während des Freitagsgebetes elf Muslime starben. Als verantwortlich für diesen Angriff gelten Hindutva-Terroristen.
Durch den States Reorganisation Act kam Hyderabad 1956 zum Bundesstaat Andhra Pradesh, der aus den telugusprachigen Gebieten des Staates Hyderabad und dem Bundesstaat Andhra gebildet wurde. Hyderabad wurde zur Hauptstadt des neuen Bundesstaates bestimmt. Im Jahr 2014 wurde der ehemals zum Staat Hyderabad gehörige Teil als eigener Bundesstaat Telangana wieder aus Andhra Pradesh gelöst. Für eine Übergangsphase von zehn Jahren fungiert Hyderabad als gemeinsame Hauptstadt Telanganas und Andhra Pradeshs.

## Verwaltung

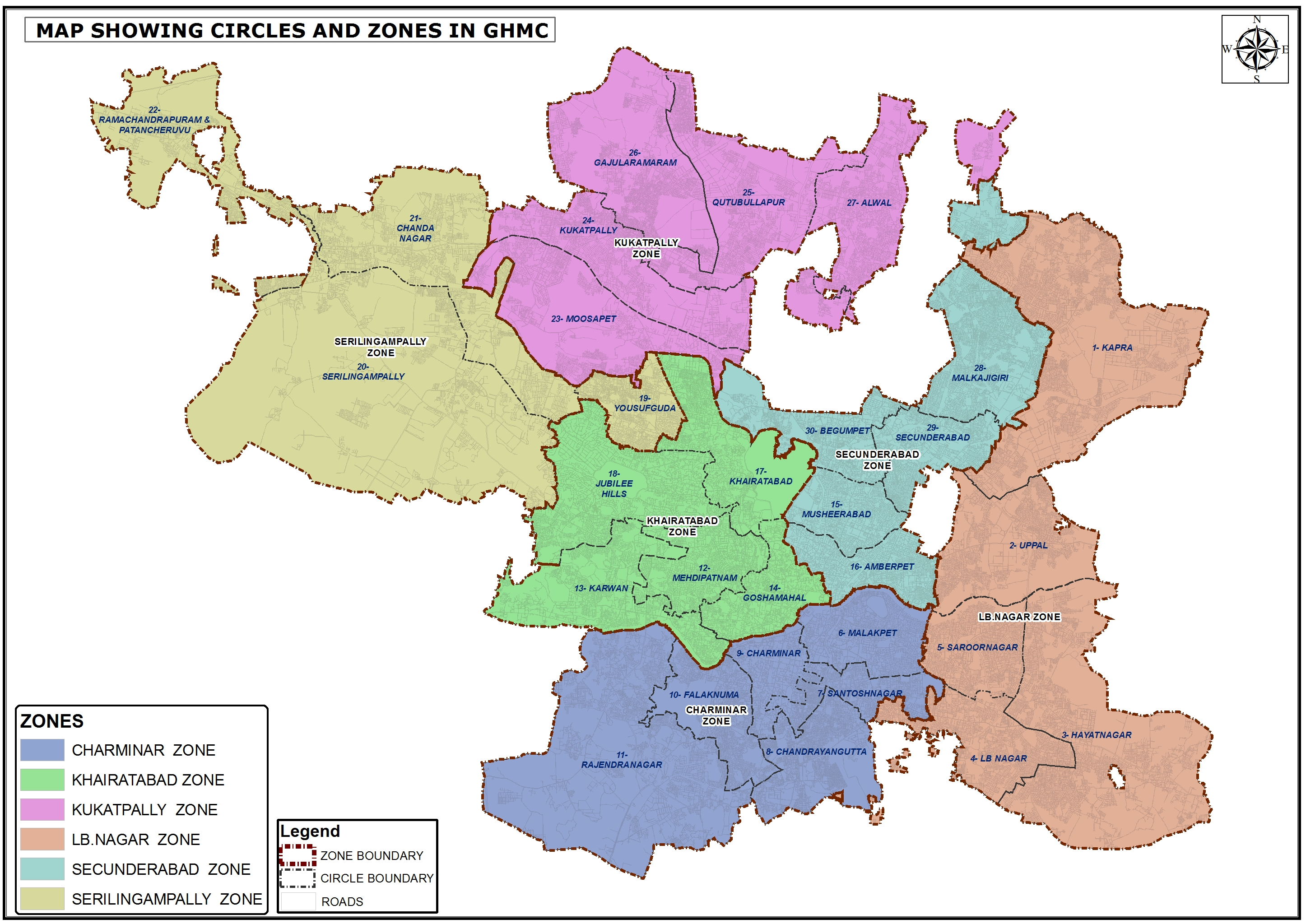
Sechs Zonen und 30 Kreise von Hyderabad

Übergeordnete Verwaltungsbehörde ist die am 16. April 2007 gegründete Greater Hyderabad Municipal Corporation (GHMC, „Gemeindebehörde von Groß-Hyderabad“). Vorläuferin der GHMC war die Hyderabad Municipal Corporation, die 1956 durch Zusammenschluss der Stadtverwaltungen von Hyderabad und Secunderabad entstanden war. Bei der Gründung der GHMC wurden 12 municpalities aus den angrenzenden Distrikten Medak und Rangareddy inkorporiert (L.B. Nagar, Malkajgiri, Quthbullapur, Patancheru, Gaddiannaram, Kapra, Kukatpally, Ramachandrapuram, Uppal Kalan, Alwal, Serilingampalli, Rajendranagar). Das Stadtgebiet wuchs dadurch von 175 km² auf 650 km². Im August und September 2013 wurde das Gebiet der GHMC durch weitere Eingemeindungen auf eine Fläche von 922,66 km² erweitert. Anfänglich war das Gebiet der GHMC in 5 „Zonen“ (zones) eingeteilt, die ihrerseits in 18 „Kreise“ (circes) untergliedert waren. Im Dezember 2015 wurden daraus 5 Zonen und 24 Kreise. Mit Wirkung vom 1. Juni 2017 wurden die 5 Zonen in 30 Kreise eingeteilt, und 2018 erfolgte eine neue Einteilung in 6 Zonen.
| Nr. | Zone (zone)     | Kreis (circle)                                                                |
| --- | --------------- | ----------------------------------------------------------------------------- |
| 1   | L. B. Nagar     | Kapra, Uppal, Hayathnagar, L.B. Nagar, Saroornagar                            |
| 2   | Charminar       | Malakpet, Santoshnagar, Chandrayangutta, Charminar, Falaknuma, Rajendra Nagar |
| 3   | Khairatabad     | Mehdipatnam, Karwan, Goshamahal, Khairatabad, Jubilee Hills                   |
| 4   | Secunderabad    | Amberpet, Musheerabad, Malkajgiri, Secunderabad, Begumpet                     |
| 5   | Serilingampally | Yousufguda, Serilingampally, Chandanagar, Ramachandrapuram / Patancheruvu     |
| 6   | Kukatpally      | Moosapet, Kukatpally, Qutbullapur, Gajularamaram, Alwal                       |

## Bevölkerung

### Bevölkerungsstruktur und -entwicklung

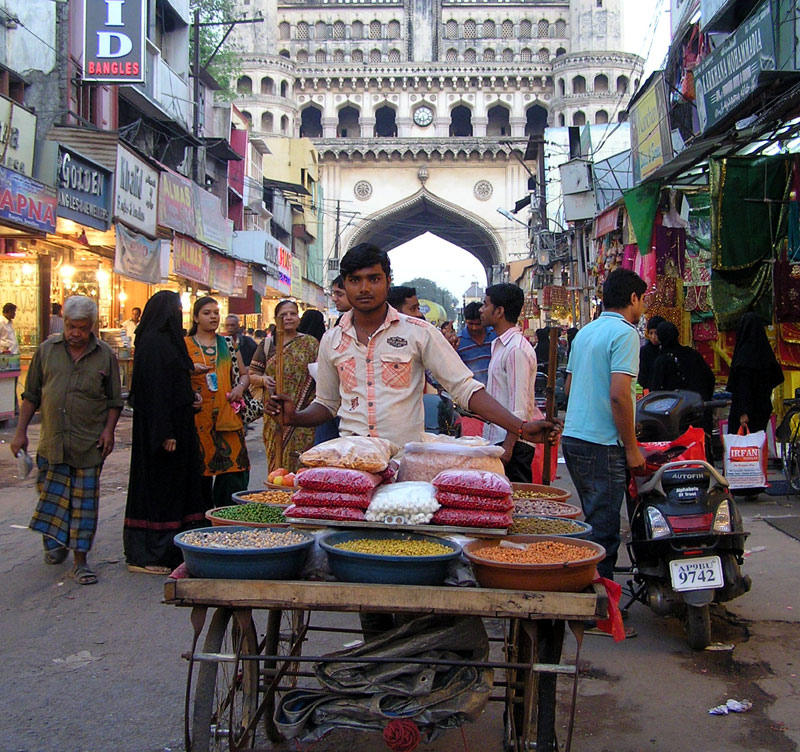
Straßenszene beim Charminar in der Altstadt Hyderabads

Nach der Volkszählung 2011 hat Hyderabad 6.809.970 Einwohner. Damit ist es nach Mumbai, Delhi und Bengaluru die viertgrößte Stadt Indiens. Die Bevölkerungsdichte beträgt 10.896 Einwohner pro Quadratkilometer (zum Vergleich: Mumbai ca. 20.700 Ew./km², Berlin ca. 3.900 Ew./km²). In der Agglomeration Hyderabad, die über die administrativen Stadtgrenzen hinausreicht, leben 7.749.334 Menschen. Damit ist Hyderabad nach Mumbai, Delhi, Kalkutta, Chennai und Bengaluru der sechstgrößte Ballungsraum Indiens.
Durch Landflucht und Urbanisierung erlebt Hyderabad ein rasantes Bevölkerungswachstum. Zwischen 2001 und 2011 verdoppelte sich die Einwohnerzahl Hyderabads von 3,4 auf 6,8 Millionen. Dies geht aber vor allem auf die Stadterweiterung von 2007 zurück, bei der sich die Fläche des Stadtgebiets von 175 Quadratkilometern auf 625 Quadratkilometer vergrößerte. Aber auch die gesamte Agglomeration Hyderabad erlebte im selben Zeitraum ein beträchtliches Bevölkerungswachstum von 5,7 Millionen auf 7,7 Millionen (plus 34 Prozent). Bis 2050 wird mit einem Anstieg der Bevölkerung auf über 14,6 Millionen Menschen in der Agglomeration gerechnet.
| Jahr | Einwohnerzahl |
| ---- | ------------- |
| 1971 | 1.796.000     |
| 1981 | 2.546.000     |
| 1991 | 3.059.262     |
| 2001 | 3.637.483     |
| 2011 | 6.809.970     |

### Religionen

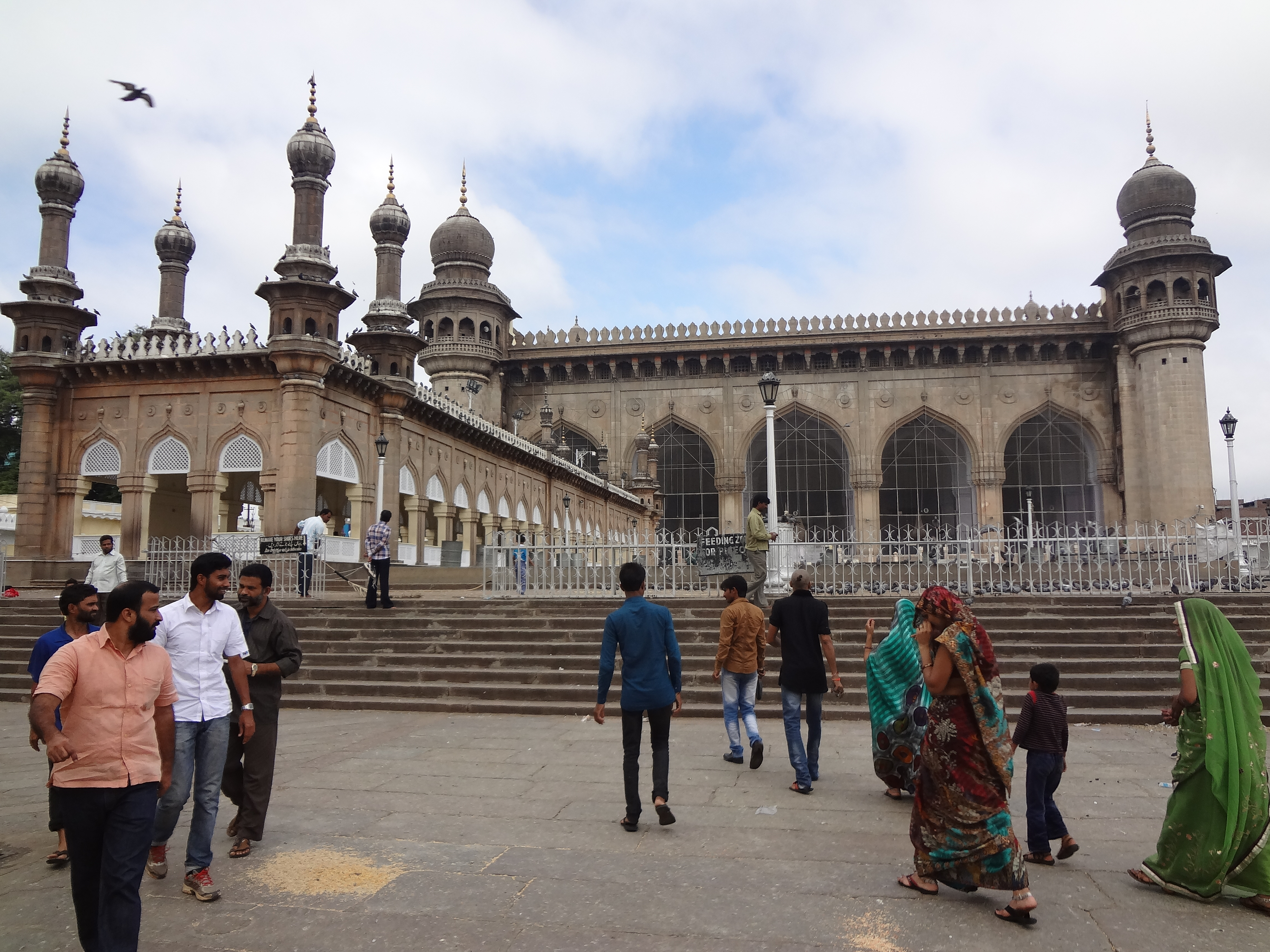
Die Mekka-Moschee in Hyderabad

Die Mehrheit der Einwohner Hyderabads sind Hindus, daneben gibt es eine bedeutende muslimische Minderheit. Nach der Volkszählung 2011 sind 65 Prozent der Einwohner Hyderabads Hindus, und 30 Prozent Muslime. Vor allem in der Altstadt Hyderabads dominieren die Muslime. Knapp 3 Prozent der Bevölkerung sind Christen. Die Stadt ist Sitz des römisch-katholischen Erzbistums Hyderabad. 0,5 Prozent entfallen auf sonstige Religionen (Jainismus, Sikhismus, Buddhismus). Rund 1,5 Prozent der Einwohner Hyderabads gaben keine Religionszugehörigkeit an. 2001, also vor der Stadterweiterung, waren es im vorherigen kleineren Stadtgebiet 55 Prozent Hindus, 42 Prozent Muslime, 2,4 Prozent Christen und 1 Prozent Sonstige gewesen.

### Sprachen
Die meistgesprochenen Sprachen in Hyderabad sind Telugu und Urdu. Telugu ist die Hauptsprache Telanganas und Andhra Pradeshs, während Urdu von den Muslimen gesprochen wird. Nach der Volkszählung 2001 sprachen von den Einwohnern Hyderabads in seinen damaligen Grenzen 46 Prozent Telugu und 42 Prozent Urdu als Muttersprache. Letzteres entspricht genau dem damals gezählten Anteil an Muslimen. Unter der aus anderen Teilen Indiens eingewanderten Bevölkerung ist eine Reihe anderer Sprachen verbreitet, darunter allen voran Hindi, das die Muttersprache von 6 Prozent der Einwohner Hyderabads ist. Ebenfalls sechs Prozent entfallen auf weitere Sprachen, darunter (in absteigender Reihenfolge der Verbreitung) Marathi, Tamil, Kannada, Gujarati, Malayalam und Panjabi.

## Wirtschaft und Verkehr

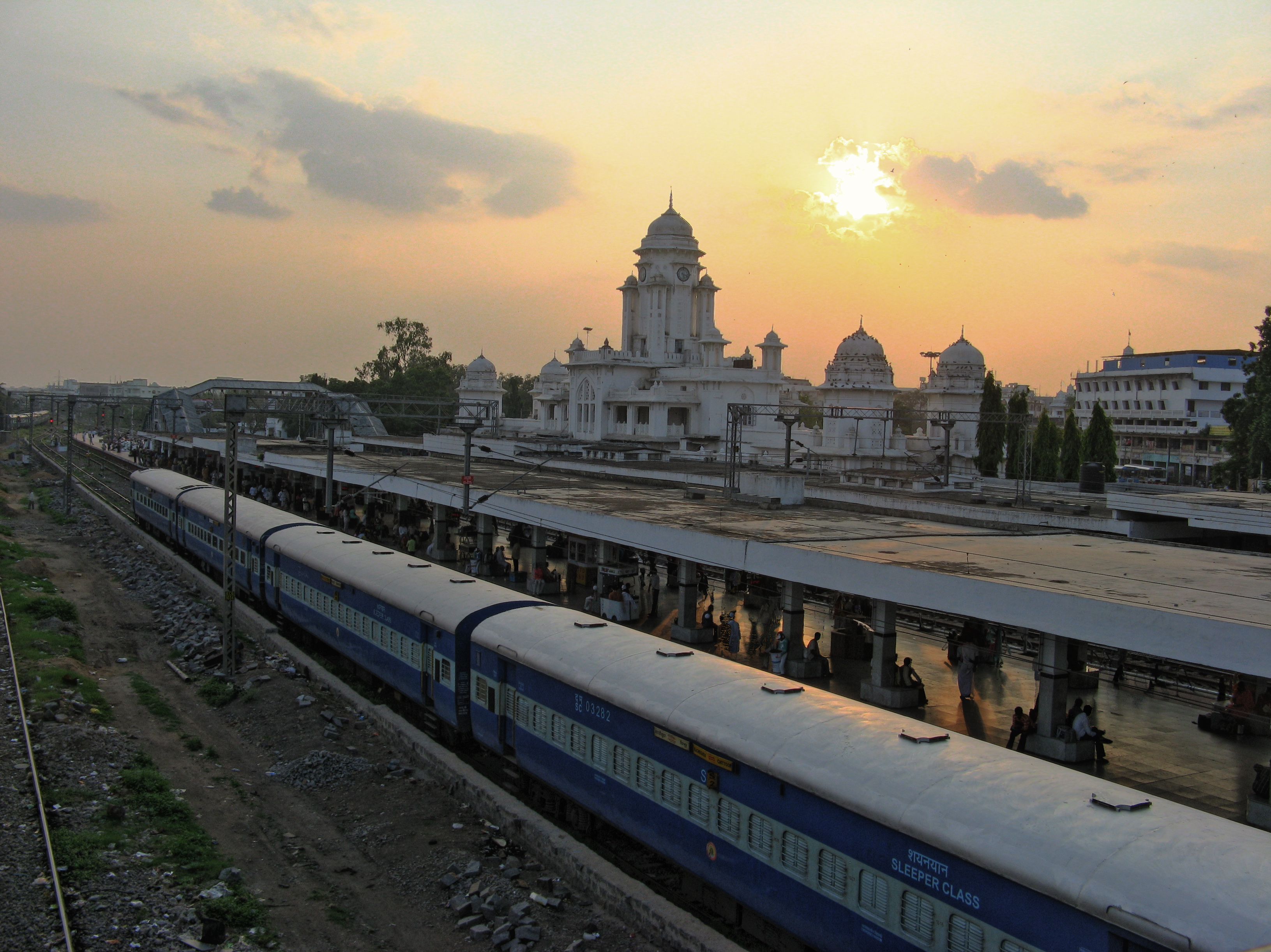
Kachiguda Railway Station

Hyderabad ist eine Industriestadt. Mit der Gründung des Genome Valley hat sich Hyderabad – nicht ohne große Umweltbelastungen – zum Zentrum der Biotechnologie- sowie der Pharmaindustrie in Indien etabliert. Andere Industrien sind z. B. die Elektro- und Softwareindustrie sowie Maschinenbau. Der nordwestliche Stadtteil von Hyderabad, in dem die Hightech-Industrie angesiedelt ist, wird als „Cyberabad“ bezeichnet.
In einer Rangliste der Städte nach ihrer Lebensqualität belegte Hyderabad im Jahre 2018 den 142. Platz unter 231 untersuchten Städten weltweit. Die Lebensqualität war damit höher als in anderen indischen Städten wie Mumbai (Platz: 154) oder Delhi (Platz: 162) und gemeinsam mit Pune die beste unter allen untersuchten Städten in Indien.
Die kommunale Infrastruktur wie Bahn, Universität, Straßen und Krankenhäuser ließ der frühere Herrscher von Hyderabad, der Nizam, erbauen; sie wurde später von der indischen Regierung erweitert. Die Stadt hat moderne Einkaufszentren und breite Straßen. Dort kann man echte Perlen, Seide und Lederwaren kaufen.
Der alte – mittlerweile geschlossene – Flughafen Begumpet von Hyderabad befindet sich in Sikandarabad. Der neue internationale Flughafen Rajiv Gandhi International Airport befindet sich etwa 22 km südlich von Hyderabad beim Ort Shamshabad. Er wurde von Sonia Gandhi, Witwe des früheren indischen Premierministers Rajiv Gandhi und Vorsitzende der Kongresspartei, am 14. März 2008 eröffnet.
Hyderabad hat mehrere große Bahnhöfe für Fernverbindungen. Der Bahnhof Hyderabad ist ein Kopfbahnhof ca. 2 km nördlich der Altstadt. Der Bahnhof Sikandarabad liegt ca. 10 km nördlich in der Zwillingsstadt Secunderabad und ist, da er näher an den Zentralen der Computerindustrie liegt, besser frequentiert. Der Bahnhof von Nampally (Hyderabad Deccan railway station) liegt im gleichnamigen Stadtviertel, der kleinere Regionalbahnhof von Kachiguda befindet sich in der Altstadt. Begumpet railway station ist ein weiterer Bahnhof im Zentrum.
Seit November 2017 verfügt Hyderabad über eine U-Bahn, die Metro Hyderabad.

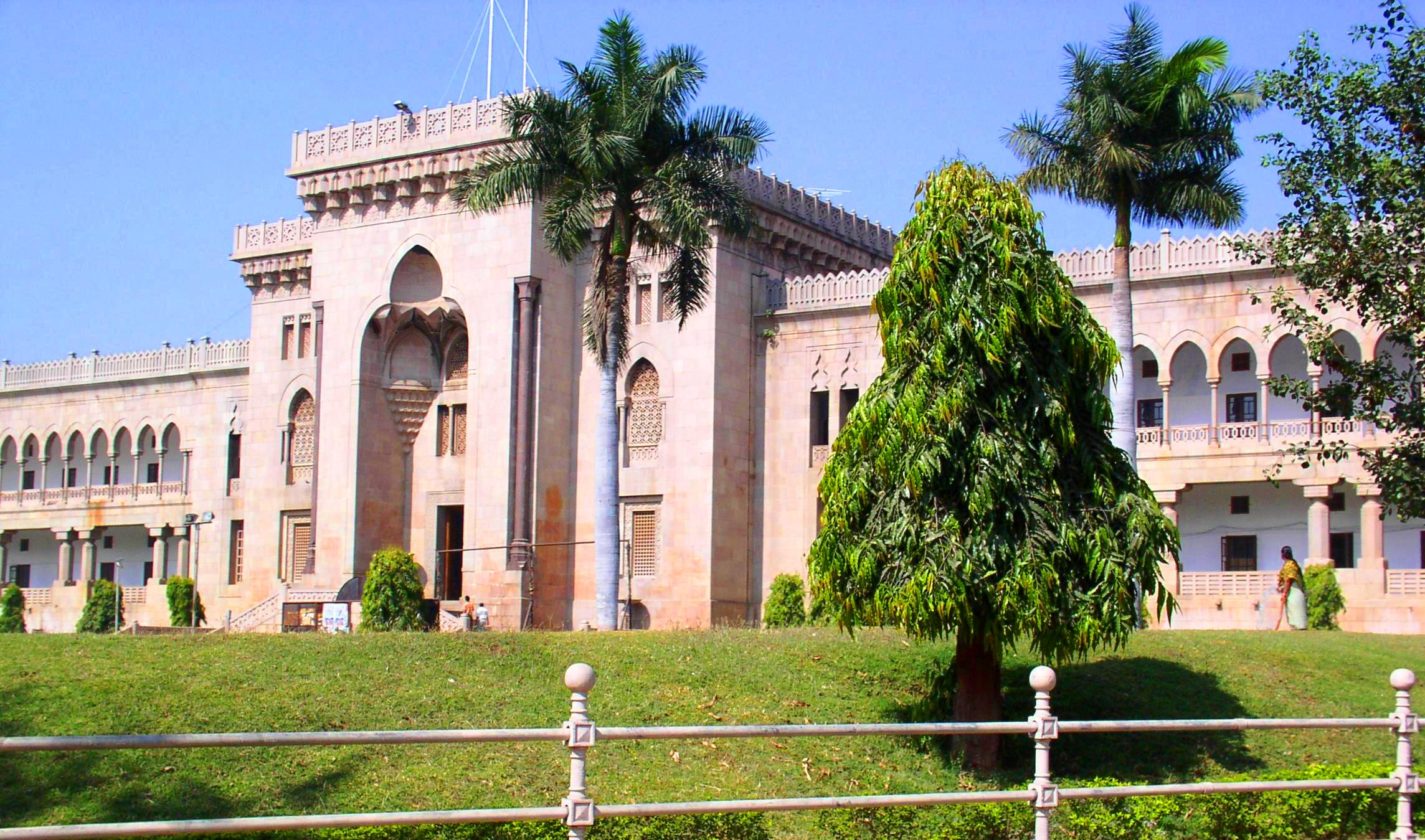
Osmania-Universität

## Bildung
Hyderabad ist Sitz vier großer Universitäten, der Osmania University, der University of Hyderabad, der Maulana Azad National Urdu University und der JNTU (Jawaharlal Nehru Technological University). Daneben gibt es auch ein International Institute of Information Technology sowie die English and Foreign Languages University, kurz EFLU.

## Sehenswürdigkeiten
- Das Charminar ist ein monumental wirkender 56 Meter hoher Triumphbogen mit einer Moschee im Obergeschoss, die von vier Minaretten umstellt ist. Es liegt an einer Straßenkreuzung im Zentrum der Altstadt. Das Charminar wurde vom Stadtgründer, Muhammad Quli Qutb Shah 1591 zur Erinnerung an das Ende der Pest gebaut.
- In unmittelbarer Nachbarschaft befindet sich die vom selben Herrscher initiierte aber erst unter einem seiner Nachfolger im Jahr 1694 fertiggestellte Mekka-Moschee.
- Der Chowmahalla Palace war der repräsentative Wohnsitz der Nizams von Hyderabad. Er wurde um 1750 begonnen und Mitte des 19. Jahrhunderts im indo-europäischen Stil vollendet.
- Das AP State Archaeology Museum beherbergt Exponate buddhistischer, jainistischer und hinduistischer Kunst aus Andhra Pradesh.
- Das Salar-Jung-Museum zeigt europäische und indische Exponate, die von dem Fürsten Salar Jung vor der Unabhängigkeit Indiens gesammelt wurden (z. B. Mephistopholes und Margaretta).
- Das Sudha-Automuseum zeigt über 150 in Handarbeit gefertigte Fahrzeuge.
- Der Bansilalpet Stufenbrunnen gilt seit seiner Renovierung im Jahr 2022 als Sehenswürdigkeit.

Umgebung
- Das Golkonda-Fort, ca. 120 m über der Ebene von Hyderabad und 11 km westlich von Hyderabad gelegen, war von 1518 bis 1590, als der Hof nach Hyderabad verlegt wurde, die Hauptstadt der sieben Qutb-Shahi-Könige.
- In der Nähe befindet sich der repräsentative und für Empfänge und andere Feste genutzte Taramati-Baradari.

→ Siehe auch: Paläste Hyderabads

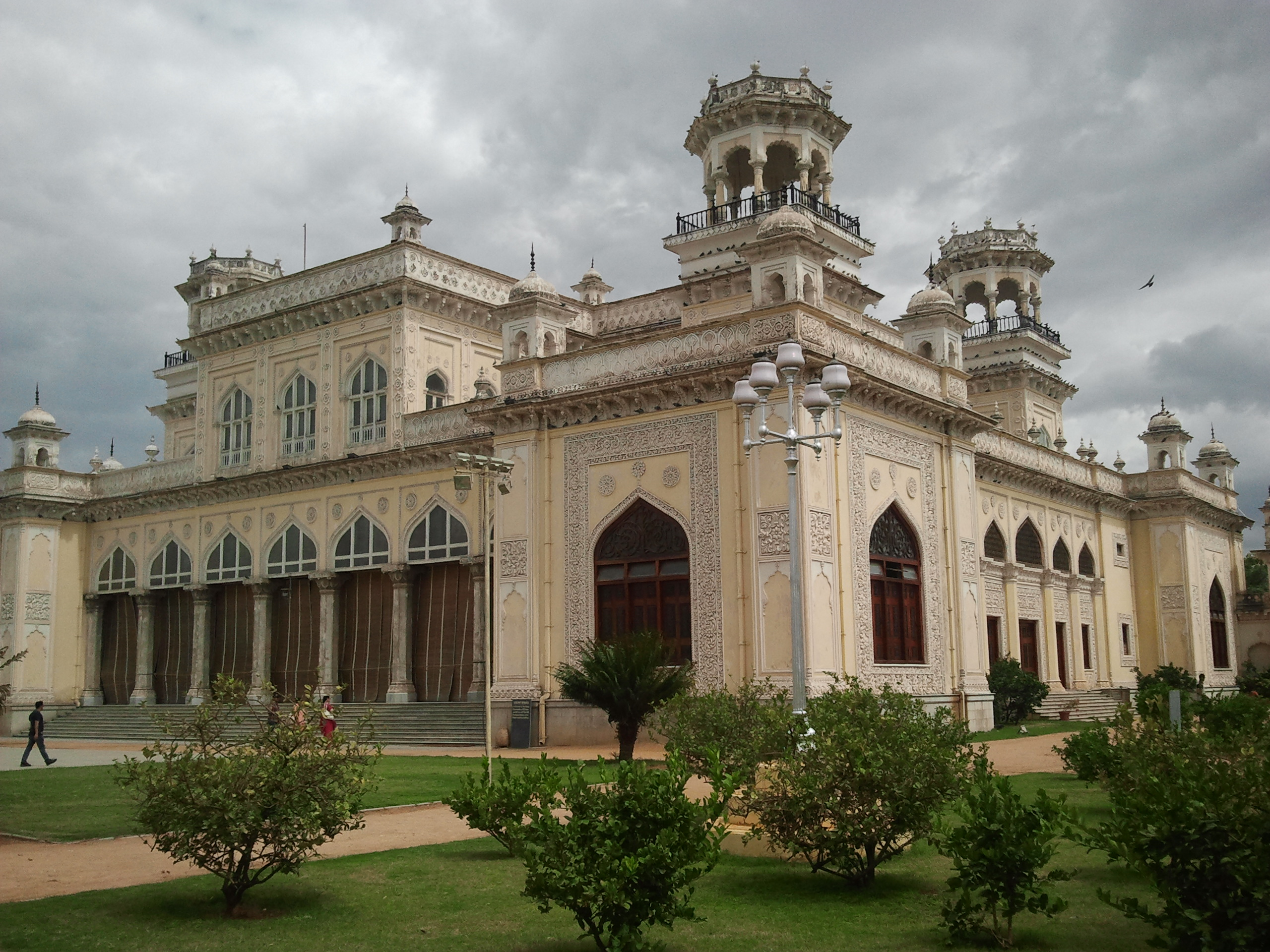
Chowmahalla Palace
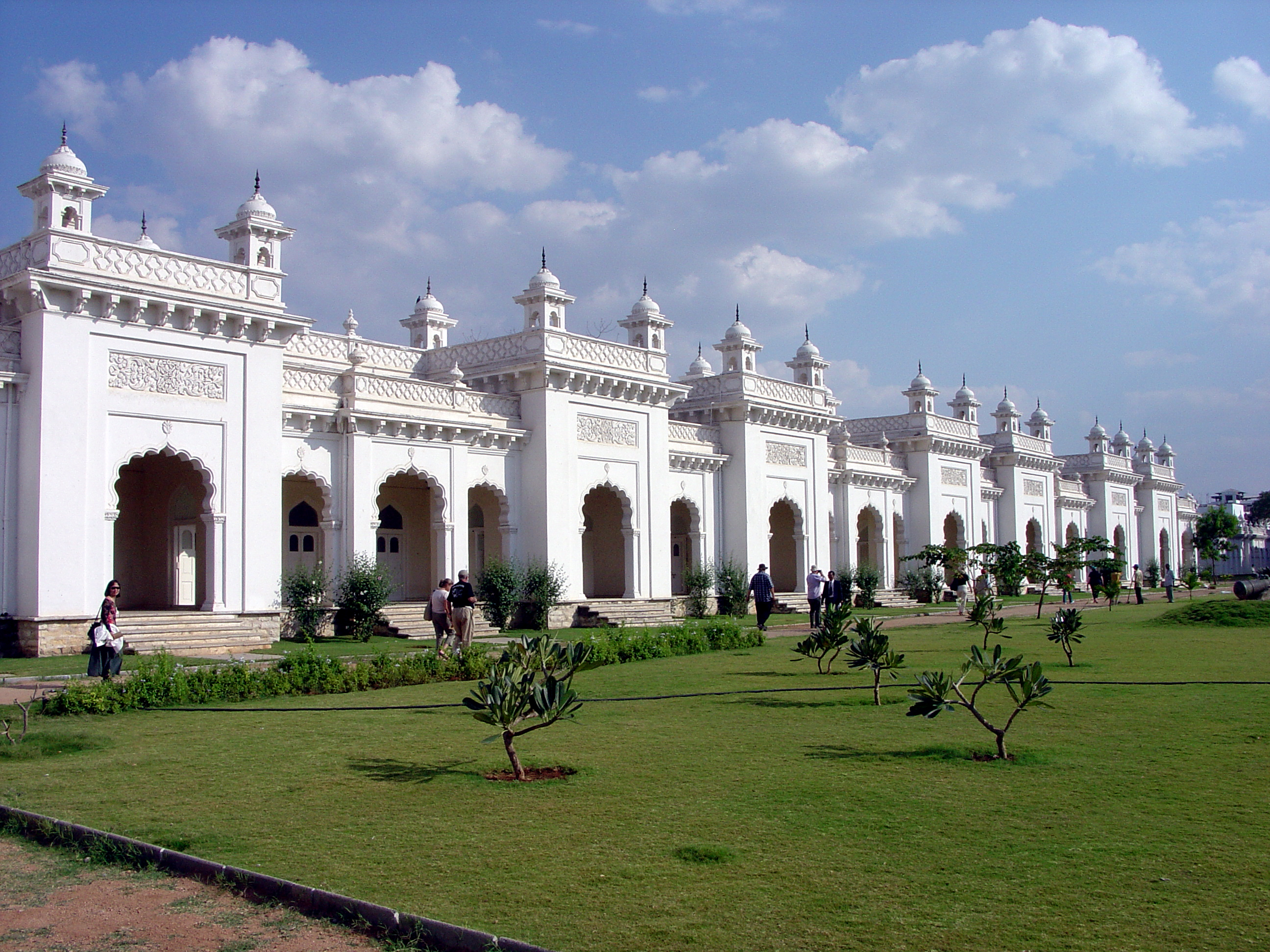
Chowmahalla Palace, Gartenseite
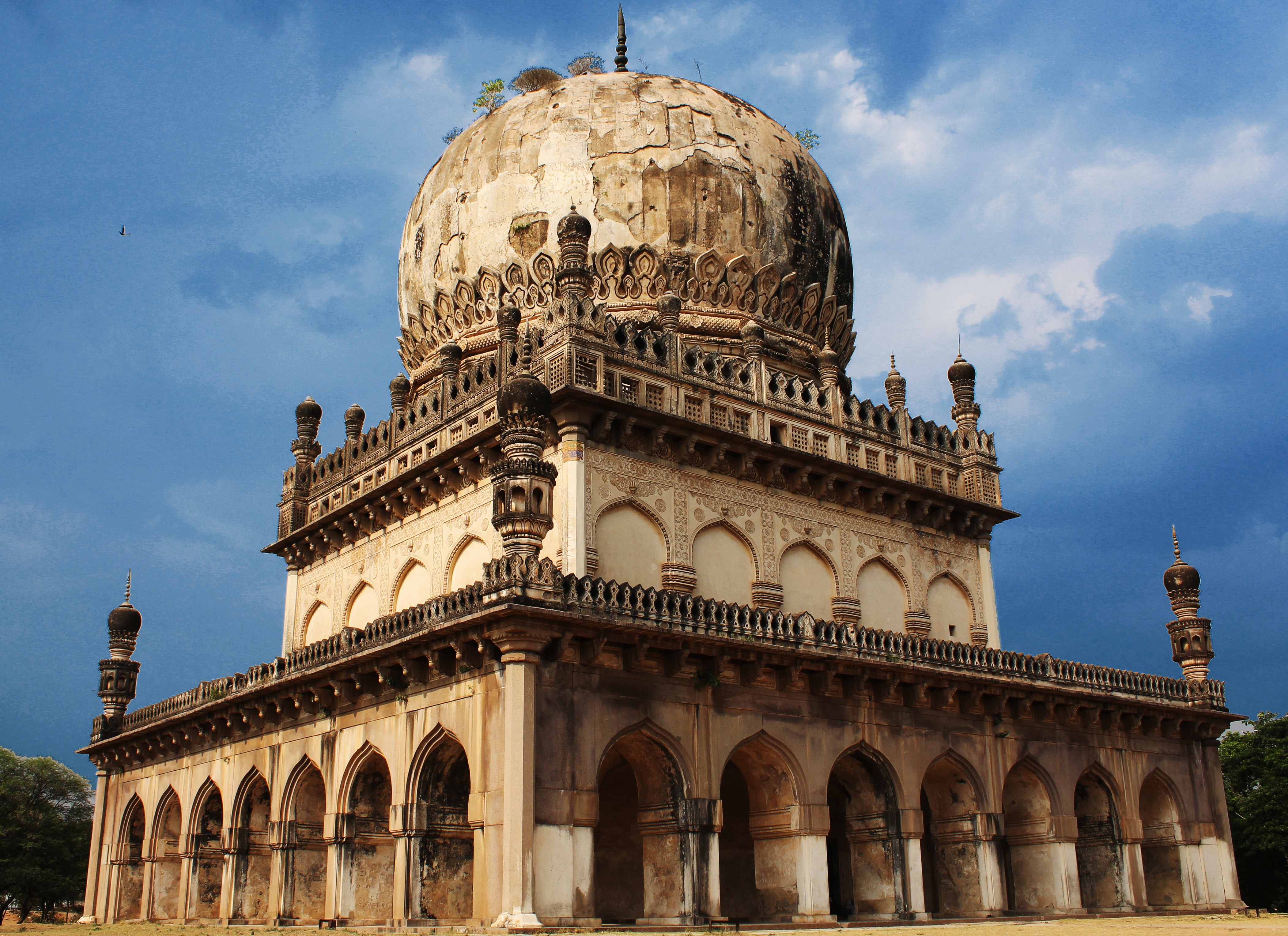
Qutb-Shahi-Mausoleum
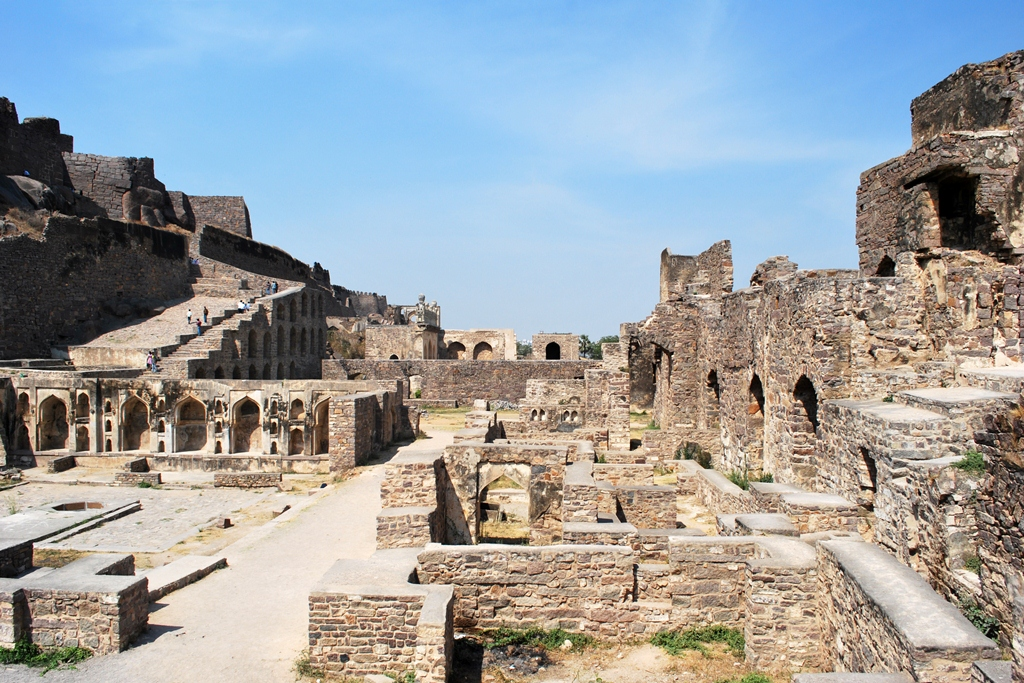
Golkonda-Fort
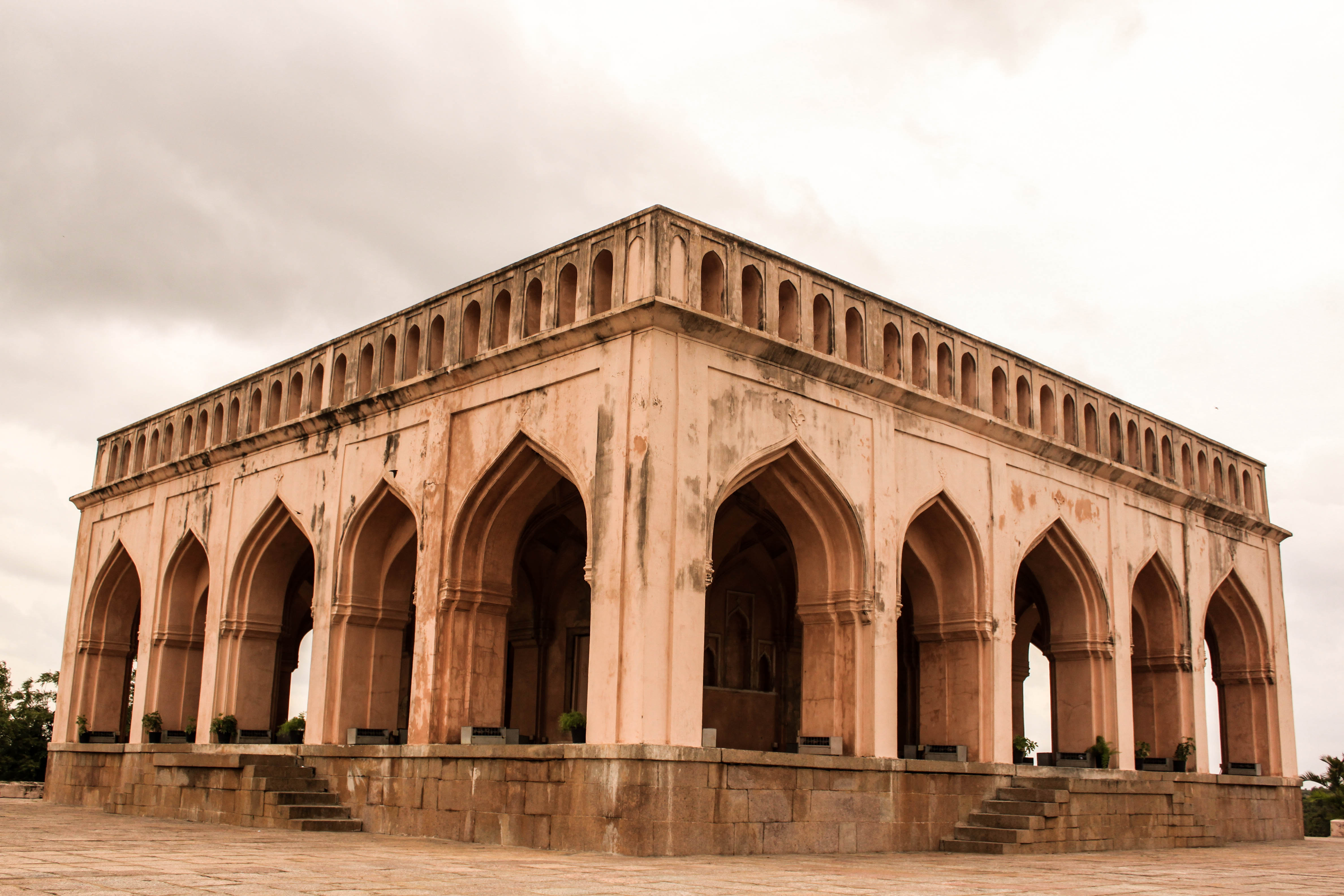
Taramati-Baradari
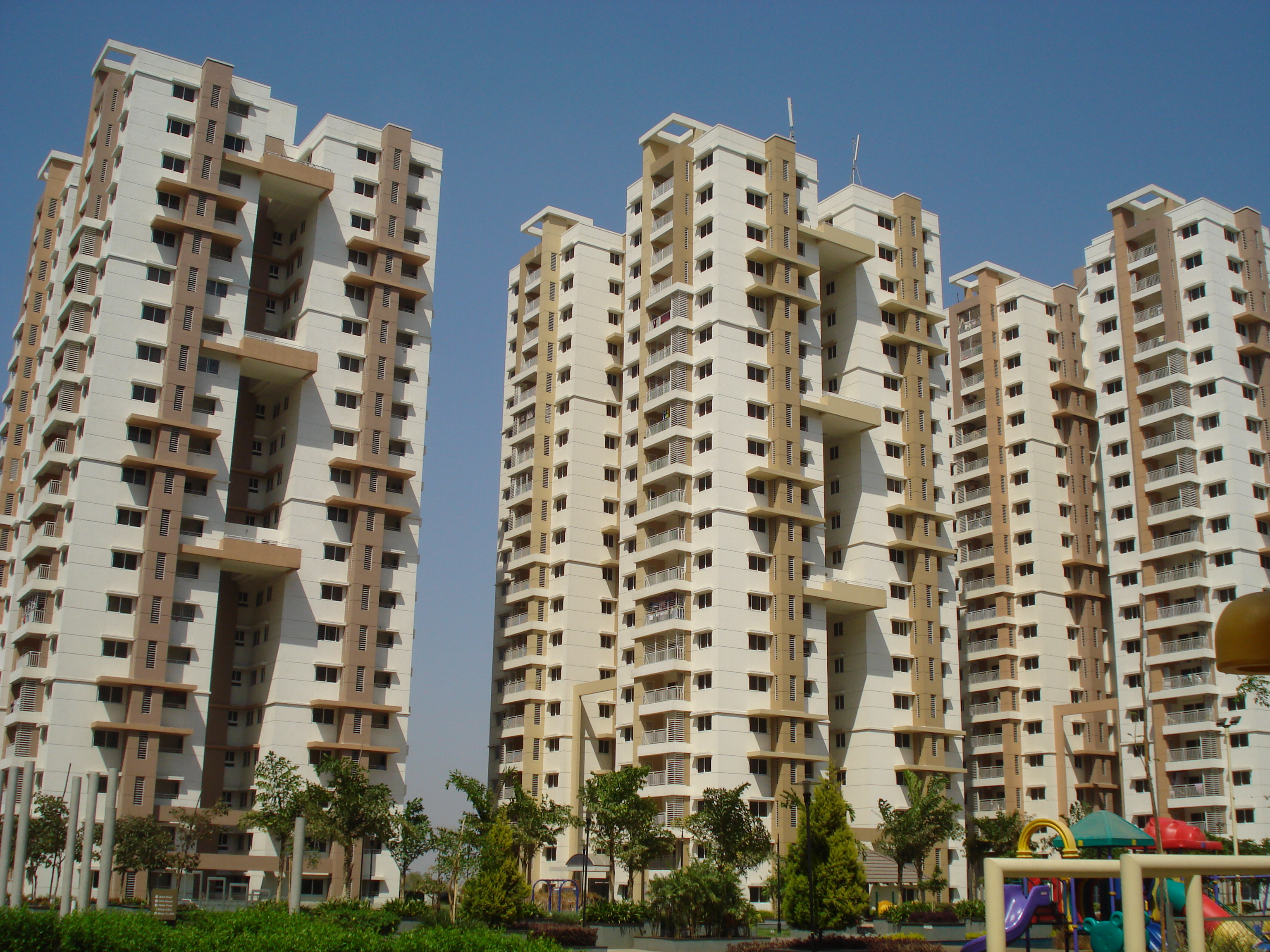
Moderne Wohnhochhäuser

## Gastronomie
Neben den Hotelrestaurants bieten zahlreiche Lokale in allen Teilen der Stadt hyderabadische Küche, wie authentische „Biryanis“ (ein Reisgericht), oder die berühmten, scharf mit Chili gewürzten Andhra-Spezialitäten. Die Küche von Hyderabad kennzeichnet eine einzigartige Mischung aus reichlich bemessenen nordindischen Fleischgerichten (Mogul-Spezialitäten) und traditionell südindisch-vegetarischen Speisen. Mutton Biryani und Halim sind die berühmtesten Gerichte von Hyderabad.

## Klima
Die Sommertemperaturen schwanken zwischen 18 und 43 Grad Celsius. Die Regenzeit liegt zwischen Juni und Oktober, wobei Hyderabad meist einen weniger starken Monsun erfährt als viele weiter südlich oder in Küstennähe gelegene Orte. Im Winter schwanken die Temperaturen zwischen 9 und 26 Grad.
|                       | Jan  | Feb  | Mär  | Apr  | Mai  | Jun   | Jul   | Aug   | Sep   | Okt  | Nov  | Dez  |   |      |
| Mittl. Tagesmax. (°C) | 28,8 | 32,0 | 35,5 | 37,9 | 39,0 | 34,5  | 30,8  | 29,8  | 30,5  | 30,6 | 29,1 | 28,1 | ⌀ | 32,2 |
| Mittl. Tagesmin. (°C) | 15,2 | 17,6 | 20,9 | 24,3 | 26,2 | 24,0  | 22,6  | 22,1  | 22,0  | 20,3 | 16,9 | 14,5 | ⌀ | 20,6 |
|                       |      |      |      |      |      |       |       |       |       |      |      |      |   |      |
| Niederschlag (mm)     | 12,8 | 7,7  | 16,1 | 19,8 | 35,6 | 107,3 | 165,4 | 180,2 | 154,8 | 98,0 | 21,6 | 5,7  | Σ | 825  |
|                       |      |      |      |      |      |       |       |       |       |      |      |      |   |      |
| Sonnenstunden (h/d)   | 9,0  | 9,5  | 8,5  | 9,1  | 9,1  | 6,0   | 4,6   | 4,4   | 5,6   | 7,3  | 8,2  | 8,5  | ⌀ | 7,5  |
|                       |      |      |      |      |      |       |       |       |       |      |      |      |   |      |
| Regentage (d)         | 0,7  | 0,8  | 1,6  | 3,5  | 4,4  | 12    | 15,3  | 15,5  | 13    | 6,6  | 3,2  | 1,1  | Σ | 77,7 |
|                       |      |      |      |      |      |       |       |       |       |      |      |      |   |      |
| Luftfeuchtigkeit (%)  | 56   | 49   | 39   | 37   | 39   | 61    | 71    | 74    | 72    | 63   | 58   | 57   | ⌀ | 56,4 |

| 15,2 |

| 17,6 |

| 20,9 |

| 24,3 |

| 26,2 |

| 24,0 |

| 22,6 |

| 22,1 |

| 22,0 |

| 20,3 |

| 16,9 |

| 14,5 |

| 15,2 |

| 17,6 |

| 20,9 |

| 24,3 |

| 26,2 |

| 24,0 |

| 22,6 |

| 22,1 |

| 22,0 |

| 20,3 |

| 16,9 |

| 14,5 |

## Sonstiges
- Seit 1995 findet zweijährlich ein internationales Kinderfilmfestival in der Stadt statt.
- Hyderabad war vom 14. bis 21. Oktober 2007 der Austragungsort für die alle vier Jahre stattfindenden Militärischen Weltspiele in 13 verschiedenen Disziplinen.
- Bis 2005 wurden in Hyderabad das WTA Hyderabad Damentennisturnier ausgetragen.
- Im August 2008 fand im Stadion von Gachibowli der AFC Challenge Cup 2008 statt.
- Im Oktober 2008 kehrte der alte Flughafen für kurze Zeit für die erste große Luftfahrtmesse Indiens zurück ins Rampenlicht.

## Film
- Immer Essen! Indiens mobile Köche. Dokumentarfilm, Deutschland, 2010, 43 Min., Buch und Regie: Antje Christ, Produktion: Christ Media, ZDF, arte, Erstsendung: 25. August 2010 bei arte, Inhaltsangabe von arte.
- Der unsichtbare Feind – Tödliche Supererreger aus Pharmafabriken, Dokumentation, Deutschland, 2017, 45 Min., von Karin Bauer und Christian Baars, Die Story im Ersten

## Sport
In Hyderabad befinden sich mit Lal Bahadur Shastri Stadium und Rajiv Gandhi International Cricket Stadium zwei Test-Cricket-Stadien. In der Stadt bestreitet die Indische Cricket-Nationalmannschaft regelmäßig Heimspiele gegen andere Nationalmannschaften. Im Lal Bahadur Shastri Stadium fanden unter anderem Spiele bei den Cricket World Cups 1987, 1996 statt und Cricket World Cup 2023 wurden im Rajiv Gandhi International Cricket Stadium Spiele ausgetragen.

## Söhne und Töchter der Stadt
- Asaf Jah III. (1768–1829), verschwendungssüchtiger Nizam des indischen Fürstenstaates Hyderabad (1803–1829)
- Asman Jah (1839–1898), Adeliger und Mit-Regent während der Minderjährigkeit des Nizam im indischen Fürstenstaat Hyderabad, zu Zeiten Asaf Jah VI. Mitglied des Kronrats und Diwan (1887–1893)
- Viqar ul-Umara (1856–1902), Adeliger des indischen Fürstenstaats Hyderabad, Mitglied des Kronrats und Diwan (1893–1901)
- Asaf Jah VI. (1866–1911), Nizam des indischen Fürstenstaates Hyderabad (1869–1911)
- Sarojini Naidu (1879–1949), Dichterin und Politikerin
- Virendranath Chattopadhyaya (1880–1937), Journalist
- Asaf Jah VII. (1886–1967), letzter herrschender Nizam des indischen Fürstenstaates Hyderabad (1911–1948), um 1940 der reichste Mann der Welt
- Maud von Ossietzky (1888–1974), Frau von Carl von Ossietzky
- Zakir Hussain (1897–1969), Politiker und Staatspräsident
- Ali Yavar Jung (1905–1976), Politiker und Diplomat
- Muhammad Hamidullah (1908–2002), islamischer Gelehrter
- Brian Burnett (1913–2011), Luftmarschall, Tennisspieler und -funktionär
- K. G. Ramanathan (1920–1992), Mathematiker
- Aneesur Rahman (1927–1987), Physiker
- Alfred Fernández (1915–1983), römisch-katholischer Geistlicher, Bischof von Allahabad
- Omkarananda (1929–2000), Gründer und Führer des Divine Light Zentrums in Winterthur
- Hafiz Saleh Muhammad Alladin (1931–2011), Astronom
- Irshad Panjatan (* 1931), Schauspieler und Pantomime
- Sharmila Tagore (* 1944), Filmschauspielerin
- Rafi Ahmed (* 1948), Immunologe
- N. Kiran Kumar Reddy (* 1960), Politiker
- Karan Bilimoria, Baron Bilimoria (* 1961), Bierbrauer und Life Peer
- Ram Gopal Varma (* 1962), Filmregisseur, Produzent und Drehbuchautor
- Shantanu Narayen (* 1963), Informatiker, CEO von Adobe
- Satya Nadella (* 1967), Informatiker, CEO von Microsoft
- Tabu (* 1970), Schauspielerin
- Diana Hayden (* 1973), Model, Schauspielerin und Miss World 1997
- Sushmita Sen (* 1975), Schauspielerin
- Vivek Oberoi (* 1976), Schauspieler
- Rushmi Chakravarthi (* 1977), Tennisspielerin
- Chandrahas Choudhury (* 1980), Schriftsteller und Buchkritiker
- Diya Mirza (* 1981), Schauspielerin und Model
- Lucky Vatnani (* 1985), Snookerspieler
- Tarun Kona (* 1989), Badmintonspieler
- R. M. V. Gurusaidutt (* 1990), Badmintonspieler
- Sai Praneeth Bhamidipati (* 1992), Badmintonspieler
- Mohammed Siraj (* 1994), Cricketspieler
- P. V. Sindhu (* 1995), Badmintonspielerin
- Arundhati Reddy (* 1997), Cricketspielerin
- Rithvik Choudary Bollipalli (* 2001), Tennisspieler